# Menippos z Gadar
Menippos z Gadar, někdy též Menippos z Gadary (řecky Μένιππος; ? 330 př. n. l. Gadara, nyní Umm Quais, Palestina – ? 260 př. n. l.) byl řecký filosof, představitel kynizmu. Původně byl otrokem, později se stal thébským občanem. Vytvořil literární formu později nazvanou dle jeho jména – menippská satira.